# 比布夏尼
49°37′46″N 24°53′42″E / 49.62944°N 24.89500°E
比布夏尼（烏克蘭語：Бібщани），是烏克蘭西部的村莊，隸屬利維夫州的佐洛奇夫區。該村始建於1421年，面積1.25平方公里，海拔高度297米，2001年人口370，人口密度每平方公里295.53人。	